# Fay Bainter
Fay Okell Bainter (Los Angeles, 1893. december 7. – Los Angeles, 1968. április 16.) Oscar-díjas amerikai színésznő. 
Az első színésznő volt, akit ugyanabban az évben jelöltek Oscar-díjra női főszereplői és mellékszereplői kategóriában. Eddig tíz másik színész érte el ezt a teljesítményt: Teresa Wright, Barry Fitzgerald, Jessica Lange, Sigourney Weaver, Al Pacino, Emma Thompson, Holly Hunter, Julianne Moore, Jamie Foxx és Cate Blanchett.

## Élete és pályafutása

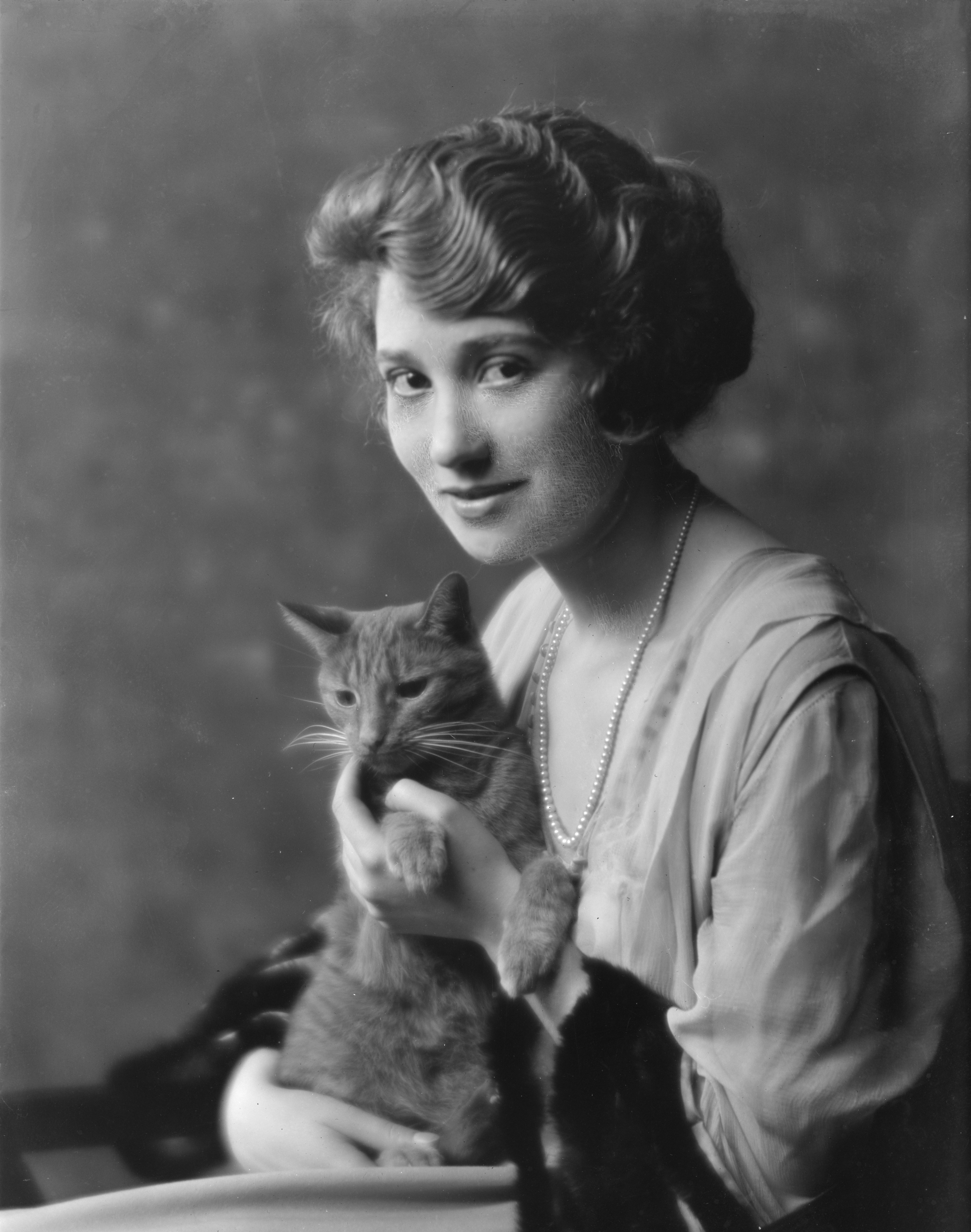
Buzzer nevű macskájával 1916 táján

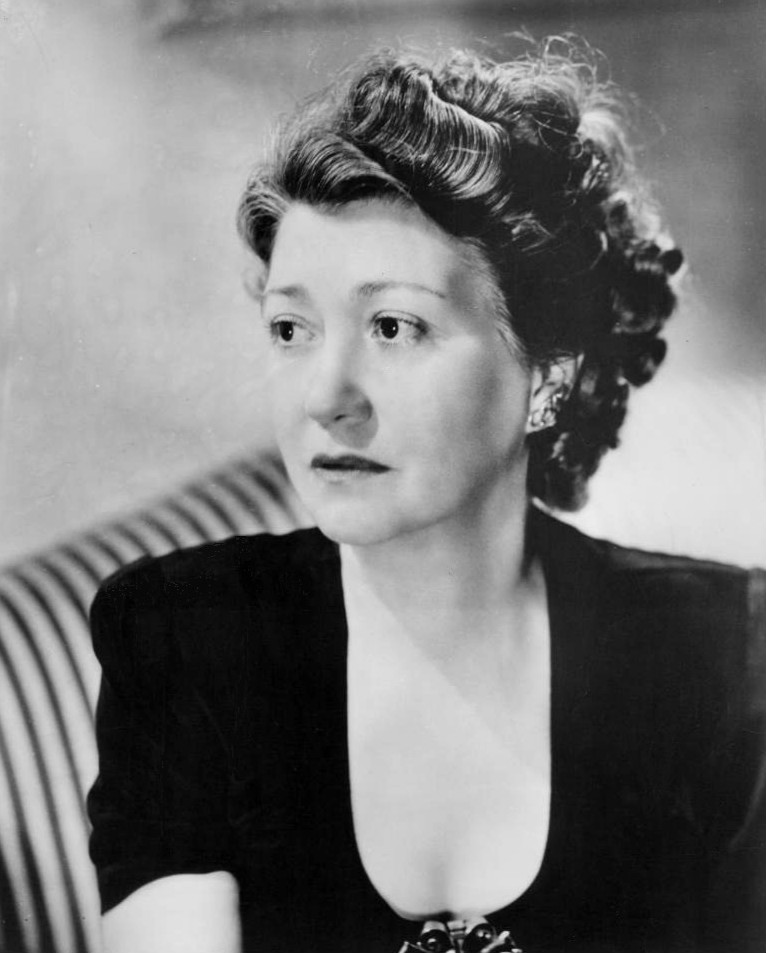
Az 1950-es években

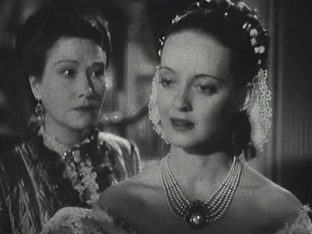
Bette Davisszel a Jezabel című filmben

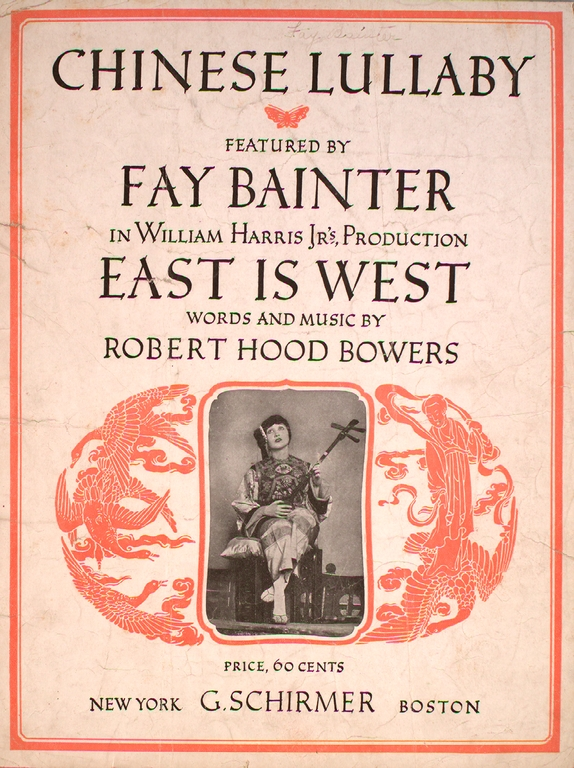
Az East is West színdarab kottája

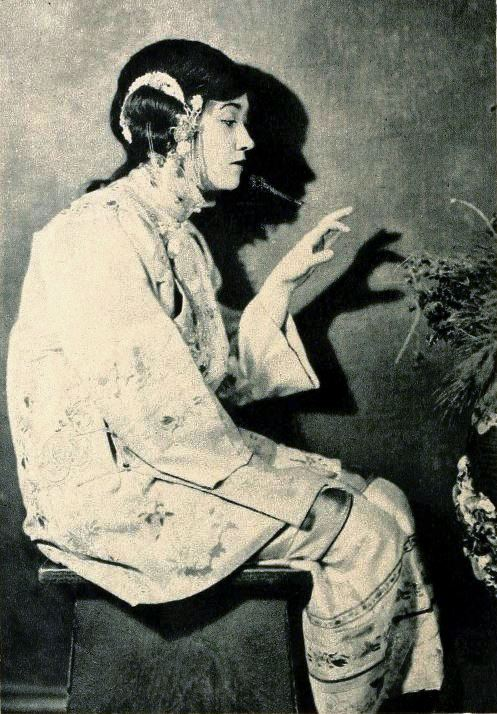
Az East is West darabban

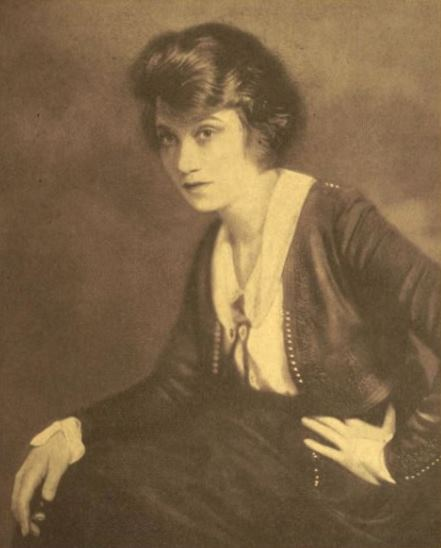
A Munsey's magazinban (1919)

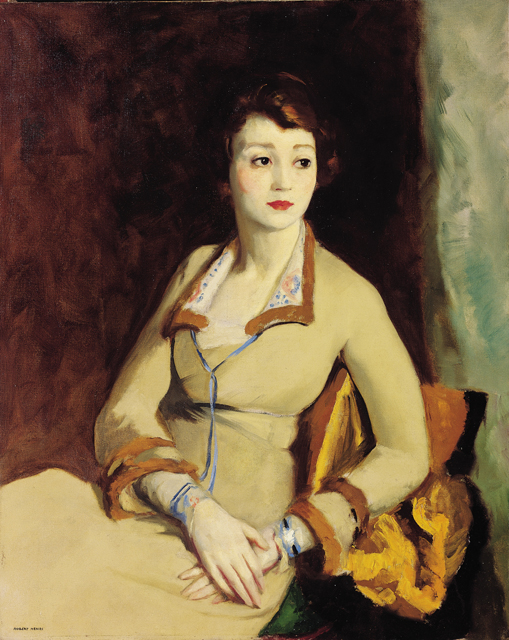
Robert Henri olajfestménye Fay Bainterről

1893-ban született Los Angelesben. Már gyerekként színpadra állt, első szerepei a Jewess, a Little Princess, Little Lord Fauntleroy és a Koldus és királyfi című darabokban voltak. A Broadwayn 1912-ben debütált a Rose of Panama operában, 1916-tól pedig sorra kapta a szerepeket, amelyek általában főszerepek. Már negyvenéves elmúlt, mikor a filmiparba lépett Hollywoodban. 1931-ben Bainter már tett egy kísérletet rá a Cimarron című film válogatásánál, de a szerepet Irene Dunne vitte el.
1934-ben Lionel Barrymore-ral szerepelt először a Side of Heaven című filmben, de Bainter nem tartotta jónak színészi alakítását, és Hollywoodtól sem volt elragadtatva. Egyes riportereknek azt nyilatkozta, hogy nem szeret filmekben játszani.
1937-ben főszerepet kapott a Quality Streetben, amelyben együtt játszott Katharine Hepburnnel és Franchot Tone-nal. Ugyanezen évben Beulah Bondi filmbeli menyét alakította az Adj esélyt a holnapnak című filmben. 1938-ban igazi áttörést ért el karrierjében: a White Banners és a Jezabel filmjeiért Oscar-díjra jelölték főszereplői és mellékszereplői kategóriában. Érdekesség, hogy mindkét filmben Bette Davisszel együtt szerepelt. Főszereplői kategóriában még riválisok is lettek – Bette Davis a Jezabel, Bainter a White Banners főszerepével. Bainter végül a mellékszereplő kategóriában kapott Oscar-díjat. Bette Davis és Fay Bainter között azonban nem volt semmi neheztelés. Davis leírta The Lonely Life című önéletrajzi regényében: „(Fay Bainter) részvétele a Jezabelben elengedhetetlen volt mind a filmnek, mind nekem. Ha ő nem lett volna, a film nem lenne ugyanolyan.”
Jelentős filmjei voltak még Az ifjú Edison (1940), ahol Bainter Mickey Rooney filmbéli édesanyjának szerepébe bújt, a Tavasz a Broadwayn (1941) szintén Rooney-val és Judy Garlanddal és Az év asszonya (1942) a főszerepben Katharine Hepburnnel és Spencer Tracyvel. Bainter utolsó alakítása a Végzetes rágalomban egy harmadik jelölést kapott Oscarra 1961-ben. A filmben Audrey Hepburn és Shirley MacLaine mellett játszott, és a Jezabel rendezője, William Wyler ült a rendezői székben.
Fay Bainter 1968-ban halt meg, férje, Venable tengerészparancsnok mellé temették az Arlingtoni Nemzeti Temetőben. Egy gyermekük volt.

## Filmográfia

### Szerepei a Broadwayn
- The Rose of Panama (1912)
- The Bridal Path (1913)
- Arms and the Girl (1916)
- The Willow Tree (1917)
- The Kiss Burglar (1918)
- East is West (1918-20)
- The Lady Cristilinda (1922-23)
- The Other Rose (1923-24)
- The Dream Girl (1924)
- The Enemy (1925-26)
- The Two Orphans (1926)
- First Love (1926)
- Fallen Angels (1927-28)
- She Stoops to Conquer (1928)
- The Beaux Stratagem (1928)
- Jealousy (1928-29)
- The Admirable Crichton (1931)
- The Way of the World (1931)
- The Man Who Changed His Name (1932)
- The Perfect Marriage (1932)
- For Services Rendered (1933)
- Uncle Tom's Cabin (1933)
- Move On, Sister (1933)
- Dodsworth (1934-35)
- The Net Half Hour (1945)
- Gayden (1949)

### Filmjei
| Év   | Cím                                         | Szerep                     |
| ---- | ------------------------------------------- | -------------------------- |
| 1934 | This Side of Heaven                         | Francene Turner            |
| 1937 | Quality Street                              | Susan Throssel             |
| 1937 | The Soldier and the Lady                    | Sztrogov anyja             |
| 1937 | Adj esélyt a holnapnak                      | Anita Cooper               |
| 1938 | White Banners                               | Hannah Parmalee            |
| 1938 | Jezabel                                     | Belle néni                 |
| 1938 | Mother Carey's Chickens                     | Mrs. Margaret Carey        |
| 1938 | The Arkansas Traveler                       | Mrs. Martha Allen          |
| 1938 | A kísértés órája – (The Shining Hour)       | Hannah Linden              |
| 1939 | Víkendfeleség                               | Ann "Annie" Murray         |
| 1939 | The Lady and the Mob                        | Hattie Leonard             |
| 1939 | Az ördöngös fruska – (Daughters Courageous) | Nancy "Nan" Masters        |
| 1939 | Our Neighbors – The Carters                 | Ellen Carter               |
| 1940 | Az ifjú Edison                              | Mrs. Samuel (Nancy) Edison |
| 1940 | Our Town                                    | Mrs. Julia Hersey Gibbs    |
| 1940 | A Bill of Divorcement                       | Margaret "Meg" Fairfield   |
| 1940 | Maryland                                    | Charlotte Danfield         |
| 1941 | Tavasz a Broadwayn                          | Miss "Jonesy" Jones        |
| 1942 | Az év asszonya                              | Ellen Whitcomb             |
| 1942 | The War Against Mrs. Hadley                 | Stella Hadley              |
| 1942 | Journey for Margaret                        | Trudy Strauss              |
| 1942 | Mrs. Wiggs of the Cabbage Patch             | Mrs. Elvira Wiggs          |
| 1943 | Az élet komédiája                           | Mrs. Macauley              |
| 1943 | Bemutatjuk Lily Mars-t                      | Mrs. Thornway              |
| 1943 | Salute to the Marines                       | Jennie Bailey              |
| 1943 | Cry Havoc                                   | Alice Marsh kapitány       |
| 1944 | The Heavenly Body                           | Margaret Sibyll            |
| 1944 | Sötét vizeken                               | Emily néni                 |
| 1944 | Three Is a Family                           | Frances Whittaker          |
| 1945 | State Fair                                  | Melissa Frake              |
| 1946 | Botcsinálta bokszoló                        | Mrs. E. Winthrop LeMoyne   |
| 1946 | The Virginian                               | Mrs. Taylor                |
| 1947 | Deep Valley                                 | Ellie Saul                 |
| 1947 | Walter Mitty titkos élete                   | Mrs. Eunice Mitty          |
| 1948 | Give My Regards to Broadway                 | Fay Norwick                |
| 1948 | June Bride                                  | Paula Winthrop             |
| 1951 | Close to My Heart                           | Mrs. Morrow                |
| 1953 | The President's Lady                        | Mrs. Donaldson             |
| 1954 | The Story of Ruth                           | (tévéfilm)                 |
| 1961 | Végzetes rágalom                            | Mrs. Amelia Tilford        |

### Televíziós szerepei
| Év      | Cím                                    | Szerep                               |
| ------- | -------------------------------------- | ------------------------------------ |
| 1948-49 | The Ford Theatre Hour                  | Rose/Olivia Grayne (2 epizód)        |
| 1949    | The Chevrolet Tele-Theatre             | (1 epizód)                           |
| 1950    | Danger                                 | (1 epizód)                           |
| 1950-55 | Lux Video Theatre                      | (6 epizód)                           |
| 1951    | Pulitzer Prize Playhouse               | (1 epizód)                           |
| 1951-53 | Schlitz Playhouse of Stars             | Jenny (2 epizód)                     |
| 1952-53 | Robert Montgomery Presents             | Bella Fleace (3 epizód)              |
| 1953-55 | Armstrong Circle Theatre               | (4 epizód)                           |
| 1953-57 | Studio One                             | Mrs. Morgan (2 epizód)               |
| 1953    | Suspense                               | Natalie Maclaird (1 epizód)          |
| 1953    | Eye Witness                            | narrátor (1 epizód)                  |
| 1954    | The Ford Television Theatre            | Mrs. Allison/Mrs. Menckin (2 epizód) |
| 1954    | The Web                                | (1 epizód)                           |
| 1954    | Goodyear Television Playhouse          | (1 epizód)                           |
| 1954    | The Elgin Hour                         | nagymama (egy epizód)                |
| 1955    | Damon Runyon Theater                   | Emily Grundy (1 epizód)              |
| 1956    | Kraft Television Theatre               | (1 epizód)                           |
| 1956    | Matinee Theatre                        | Ruth (1 epizód)                      |
| 1960    | Adventures in Paradise                 | Josephine nővér (1 epizód)           |
| 1960    | Thriller                               | Geraldine Redfern (1 epizód)         |
| 1962    | The Donna Reed Show                    | Dr. Harriet Robey (1 epizód)         |
| 1963    | Dr. Kildare                            | Mike nővér (1 epizód)                |
| 1964    | Bob Hope Presents the Chrysler Theatre | Mrs. Benet (1 epizód)                |
| 1965    | Alfred Hitchcock Presents              | Mary Caulfield (1 epizód)            |

## Díjak és jelölések
Golden Globe-díj
- 1962: legjobb női mellékszereplő (jelölés) – Végzetes rágalom

Hollywood Walk of Fame
- 1960: csillag a Hírességek sétányán

Laurel Awards
- 1962: legjobb női mellékszereplő (második hely) – Végzetes rágalom

Oscar-díj
- 1939: legjobb női mellékszereplő – Jezabel
- 1939: legjobb női főszereplő (jelölés) – White Banners
- 1962: legjobb női mellékszereplő – Végzetes rágalom